# Prim-ministrul Danemarcei
Prim-ministrul Danemarcei (în daneză Danmarks statsminister; literal „ministru de stat”) este șeful guvernului în Regatul Danemarcei. Înainte de crearea funcției moderne, Danemarca nu avea un șef de guvern separat de șeful de stat, și anume monarhul, care era învestit cu autoritatea executivă. Constituția din 1849 a instituit o monarhie constituțională prin limitarea puterilor monarhului și crearea postului de premierminister. Primul deținător al funcției a fost Adam Wilhelm Moltke⁠(d).
Prim-ministrul conduce un cabinet, care este numit în mod oficial de către monarh. În practică, numirea prim-ministrului este determinată de sprijinul său în Folketing (Parlamentul național). De la începutul secolului al XX-lea niciun partid nu a avut o majoritate în Folketing, așa că prim-ministrul trebuie să conducă o coaliție de partide politice, precum și propriul partid. În plus, doar patru guverne de coaliție după al Doilea Război Mondial s-au bucurat de o majoritate în Folketing, astfel că coalițiile (și prim-ministrul) trebuie să obțină sprijinul partidelor minore.

## Lista prim-miniștrilor Danemarcei
Această listă este generată cu date din Wikidata și este actualizată periodic de un robot.
 Editările făcute în listă vor fi șterse la următoarea actualizare!
| Foto | Nume                                | Începutul mandatului  | Sfârșitul mandatului  |
| ---- | ----------------------------------- | --------------------- | --------------------- |
|      | Adam Wilhelm Moltke                 | 1848-03-22            | 1852-01-27            |
|      | Christian Albrecht Bluhme           | 1852-01-27 1864-07-11 | 1853-04-21 1865-11-06 |
|      | Anders Sandøe Ørsted                | 1853-04-21            | 1854-12-12            |
|      | Peter Georg Bang                    | 1854-12-12            | 1856-10-18            |
|      | Carl Christoffer Georg Andræ        | 1856-10-18            | 1857-05-13            |
|      | Carl Christian Hall                 | 1857-05-13 1860-02-24 | 1859-12-02 1863-12-31 |
|      | Carl Edvard Rotwitt                 | 1859-12-02            | 1860-02-08            |
|      | Ditlev Gothard Monrad               | 1863-12-31            | 1864-07-11            |
|      | Christian Emil Krag-Juel-Vind-Frijs | 1865-11-06            | 1870-05-28            |
|      | Ludvig Holstein-Holsteinborg        | 1870-05-28            | 1874-07-14            |
|      | Christen Andreas Fonnesbech         | 1874-07-14            | 1875-06-11            |
|      | Jacob Brønnum Scavenius Estrup      | 1875-06-11            | 1894-08-07            |
|      | Tage Reedtz-Thott                   | 1894-08-07            | 1897-05-23            |
|      | Hugo Egmont Hørring                 | 1897-05-23            | 1900-04-27            |
|      | Hannibal Sehested                   | 1900-04-27            | 1901-07-24            |
|      | Johan Henrik Deuntzer               | 1901-07-24            | 1905-01-14            |
|      | Jens Christian Christensen          | 1905-01-14            | 1908-10-12            |
|      | Niels Neergaard                     | 1908-10-12 1920-05-05 | 1909-08-16 1924-04-23 |
|      | Ludvig Holstein-Ledreborg           | 1909-08-16            | 1909-10-28            |
|      | Carl Theodor Zahle                  | 1909-10-28 1918-04-21 | 1910-07-05 1920-03-30 |
|      | Klaus Berntsen                      | 1910-07-05            | 1913-06-21            |
|      | Otto Liebe                          | 1920-03-30            | 1920-04-05            |
|      | Michael Pedersen Friis              | 1920-04-05            | 1920-05-05            |
|      | Thorvald Stauning                   | 1924-04-24 1929-04-30 | 1926-12-14 1942-05-03 |
|      | Thomas Madsen-Mygdal                | 1926-12-14            | 1929-04-30            |
|      | Vilhelm Buhl                        | 1942-05-04 1945-05-05 | 1942-11-09 1945-11-07 |
|      | Erik Scavenius                      | 1942-11-09            | 1943-08-29            |
|      | Knud Kristensen                     | 1945-11-07            | 1947-11-13            |
|      | Hans Hedtoft                        | 1947-11-13 1953-09-30 | 1950-10-30 1955-01-29 |
|      | Erik Eriksen                        | 1950-10-30            | 1953-09-30            |
|      | H. C. Hansen                        | 1955-02-01            | 1960-02-19            |
|      | Viggo Kampmann                      | 1960-02-21            | 1962-09-03            |
|      | Q441330                             | 1962-09-03 1971-10-11 | 1968-02-02 1972-10-05 |
|      | Hilmar Baunsgaard                   | 1968-02-02            | 1971-10-11            |
|      | Anker Jørgensen                     | 1972-10-05 1975-02-13 | 1973-12-19 1982-09-10 |
|      | Poul Hartling                       | 1973-12-19            | 1975-02-13            |
|      | Poul Schlüter                       | 1982-09-10            | 1993-01-25            |
|      | Poul Nyrup Rasmussen                | 1993-01-25            | 2001-11-27            |
|      | Anders Fogh Rasmussen               | 2001-11-27            | 2009-04-05            |
|      | Lars Løkke Rasmussen                | 2009-04-05 2015-06-28 | 2011-10-03 2019-06-27 |
|      | Helle Thorning-Schmidt              | 2011-10-03            | 2015-06-27            |
|      | Mette Frederiksen                   | 2019-06-27            |                       |